# Barry (film, 2016)
Pour les articles homonymes, voir Barry.
Pour plus de détails, voir Fiche technique et Distribution.
Barry est un film américain réalisé par Vikram Gandhi, sorti en 2016.

## Synopsis
La jeunesse du président Barack Obama.

## Fiche technique
- Titre : Barry
- Réalisation : Vikram Gandhi
- Scénario : Adam Mansbach
- Musique : Danny Bensi et Saunder Jurriaans
- Photographie : Adam Newport-Berra
- Montage : Jacob Craycroft
- Production : Vikram Gandhi, Dana O'Keefe, Teddy Schwarzman et Ben Stillman
- Société de production : Black Bear Pictures et Cinetic Media
- Société de distribution : Netflix (États-Unis)
- Pays :  États-Unis
- Genre : Biopic et drame
- Durée : 104 minutes
- Dates de sortie : 16 décembre 2016 (Netflix)

## Distribution
- Devon Terrell (VF : Eilias Changuel) : Barry
- Anya Taylor-Joy (VF : Claire Baradat) : Charlotte
- Jason Mitchell (VF : Jean-Baptiste Anoumon) : PJ
- Ellar Coltrane (VF : Brice Ournac) : Will
- Jenna Elfman (VF : Maïk Darah) : Kathy Baughman
- Linus Roache (VF : Gabriel Le Doze) : Bill Baughman
- Avi Nash (VF : Jim Redler) : Saleem
- John Benjamin Hickey : le professeur Gray
- Ashley Judd (VF : Marjorie Frantz) : Ann Dunham
- Sawyer Pierce : Thad
- Eric Berryman : Ali
- Ralph Rodriguez : Andre
- Danny Henriquez : Milton
- Tessa Albertson : Tina
- Tommy Nelson (VF : Françoua Garrigues) : Buzz
- Annabelle Attanasio (VF : Nina Broniszewski-Madre) : Sylvia
- Matt Ball : Dennis
- Markita Prescott : Denise
- Souleymane Sy Savane : Fred

## Accueil
Le film a reçu un accueil favorable de la critique. Il obtient un score moyen de 72 % sur Metacritic.